# والریا ماززا
والریا ماززا (به انگلیسی: Valeria Mazza) (زاده ۱۷ فوریه ۱۹۷۲) مدل آرژانتینی است.